# イデ
イデとはアニメ作品『伝説巨神イデオン』に登場する架空の集合精神。劇中で“イデ”が発現、発動を行う事によって、人々は驚愕し、絶望し、希望を見出していった。この世界の人類の運命は全てイデによって握られているようなものだった。
声優はTV版では玄田哲章（放送時は劇団薔薇座所属）、劇場版では柴田秀勝が担当した。

## 概要
『アニメック』で「イデとは何か?」と聞かれた富野由悠季は「マジンガーZのジャパニウムと同じ、一口に言えば《知的生物の認識力の集中した場》と思ってください」と答えた。
劇中前半の“イデ”はイデオナイトのシステムから作られたエネルギーと提示されていた。しかし物語後半では、数億の第六文明人の意志（認識力）の集積して作り出された1個の意志集合体であり、“イデ”本体はシステムのラチ外に存在しながら精神エネルギーシステムを超えた知的生命体の最終進化の一つの可能性たる概念、純粋精神体とも称される。
具体的には第34話「流星おちる果て」において、イデはジョーダン・ベスに自らを「幾千、幾万、幾億の意識集合体」であると語りかけ、また「自分達にはなりゆきを作り出すような力はなく、我々は我々という1つのものに過ぎない」と回答し、心のありどころたるイデの場を守る権利があると主張。劇場版の接触篇では、カララ・アジバに輸血を受けて気を失ったユウキ・コスモの夢で、イデは「自らを守り生かすために新たな力を必要とし、そのために戦わせる」と主張した。コスモはイデを「俺たちは生贄じゃあないんだ!」と拒絶し、ベスは「共に苦しむべき立場なら全力を尽くし、善き道を探すべきと歩み寄って、そのような力を全力で示せば意志の力は時空さえ越えられるはずだ」と語るが、イデは答えを返していない。

## 第六文明人
TVシリーズ第3話「激震の大地」で、フォルモッサ・シェリルが名付けたソロ星の先住民族「第六文明人」とは地球人が遭遇した第六番目の異星文明人である。富野由悠季の輪廻転生モデルによれば、有機生命体の発生後にホビ・サピエンス（旧人類）が出現し、その次の段階で平均的身長4～5mの第六文明人が誕生。精神エネルギーを基本にした文明を構築した第六文明人は遂に“イデ”を誕生させる。
なお富野由悠季は「第六文明人がイデオンを作る際に、人間と同じスケールのものを作るとしたらそんな疎かなものは作らないだろう」という推測に基づき、逆算して出された人間の2、3倍の身体は、それだけ大きければ大脳部分も飛躍的に発達しているだろうから、知的で想像以上に優れた巨人達が精神エネルギーを開発してもそれほど違和感はないだろうと語った。

### 第六文明人の滅亡とイデの発生
巨大な乗物を建造するのはたやすいが、古来よりそれを支える機関やエネルギーは至難の業だった。科学の進捗により、高性能の機関が開発されたとしても、無限かつ問題なく使用出来るエネルギー確保は難しい。またいずれ老化する肉体の進化にも自ずと限界があると結論付けた第六文明人は、有限の肉体という物理的な制約を受けずに無限量のエネルギーになり得る精神エネルギーの利用を考案。実験段階で成功した“イデ”のシステムを初めて導入された乗物が、イデオン、ソロシップである。
しかし、数億に及ぶ意志を実際に結集させた本番では、科学者の予想を越える吸収力で意志そのものをことごとく吸い尽くしたことで第六文明人は滅びた。
『アニメック』13号で富野由悠季はイデ発生の顛末をSF映画『禁断の惑星』の「イドの怪物と同じ物だと考えてください」と説明した。イデオン内部にはパイロットが使う居住施設が全く無かったのは、富野由悠季の見解によれば、第六文明人が意志をエネルギーに転化するというシステムのコントロールを実験的にやってみてもそれほど問題は起きなかった。この時点で、“イデ”を開発している科学者は第六文明人全体の意志を集合させたらどうなるのかという疑問点を見出す事が出来ず、また己自身のパワーを知らなかった“イデ”本体は決定的かつ爆発的に始動。イデが「しまった！」と思ったときには「意志の場」をつくる段階では止まらず、一気に吸収し尽くしたためだという。
小説版によれば、初めての目覚めを得たイデは、あまりに雑多で、混沌そのものである己に戸惑った。イデは雑多で、時も所もわきまえずに時空をぐるぐるとかき乱して果てる存在のように思える己のありようが不愉快あると感じる。そう感じ得るのは己があるからだと推測はついたが、己の存在の中心を見定める事は出来ず、己があるのかと思うのはなぜか不自然のように思えたイデは自己嫌悪と己の不在から始まったエゴイズムにより、安らぎの源となり得る「眠る場所」で己を力付ける思惟が手に入るまで眠りにつく。

### 地球、バッフ・クランの誕生
第六文明人を吸収し尽くし、滅亡させた“イデ”は、かすかな残存（有機体）を地球とバッフ・クランの地球に埋め込む。つまり、直系的なものではないが、バッフ・クランも地球も両民族の起源は第六文明人にある。
そうして、数億の年月をかけた人類の再生と“イデ”本体とそれが宿る残存物を正しく使用してくれる人類が「イデの願望が種源たる思惟の中に埋め込まれてくれようか」と多少の不安を抱きながらも待つことにしたが、己を放出することを嫌って最小限度の自己主張しかしなかったイデは、己の賢明さに己が蓄えた思惟は答えてくれようと願望して幾ばくかの眠りについた。

## イデ伝説
バッフ・クランの住む地球には、古来から伝わる伝説がある。昔、バッフ星を治めていた女王が強悪な九頭の怪獣に攫われてしまい、光が消え、緑は褪せ、バッフ族は絶滅寸前にまで追いやられてしまった。凛々しい英雄が怪獣に立ち向かうが、その強大な力の前にかなうべくもなく力尽きたかに見えた。倒れた英雄のもとへ天から一条の光が差しその中から現れた“イデの果実”を食し、無限の力を得た英雄は怪獣を倒して女王を救出した。女王を自分のものにした英雄は、その後女王と共に永く平和的に世を治めたという。これがバッフ・クランの”イデ伝説”である。バッフ・クランが実在を信じるその無限エネルギーという観念のルーツはこの伝説にあり、彼等が恒星航法を飛躍的に発展させたのは、イデの存在の可能性によるものかもしれない。
イデの伝説にはこの他にもいくつかのバリエーションがある。イデの果物は正義のサムライが手に出来る光の珠、三勇士が力を合わせると現れる二つ目の太陽であるなど様々な表現がされている。また、悪人にイデを奪われてしまうと、守りきれなかった英雄共々、全てを焼き殺し、暗黒を生むと言われている。
こういった背景がバッフ・クランにあるので、TVシリーズ第1話「復活のイデオン」でバッフ・クランのパイロット達が初めてイデオンを目撃した際に「伝説の巨神じゃないのか!?」と言ったり、カララ・アジバが”イデの巨神”を連想したのはこれに由来する。

### 旧原典
旧原典とは、バッフ・クランの有史以前に発祥したルラル教の聖書。この旧原典のダイジェスト版「原典抄」を読み聞かされて育たないバッフ・クランの子どもはまずいないと言われている。殊に、バッフ・クランの子ども達は、各地に伝承されたイデの英雄譚のディティールや付随した物語を両親なり老人たちから幾度となく聞いて育つ。
イデの英雄譚は旧原典以前以後も口伝であり、ズオウ大帝がバッフ・クランを統治してからの四、五十年の間に読み物としてあらわれるようになった。なぜ旧原典から二千年近い間、イデの英雄譚が文献にあらわれることはなかったかについて、クワニ博士の助手によれば仮説が二つ立てられているという。一つは一般にあまりにも流布しすぎた伝承であるために文字に表す必要がなかったのではないかという仮説で、もう一つはイデの伝説の持つ潜在的な力が文章化することを許さなかったのではないかという仮説である。

### 無限力
イデ伝説により、バッフ・クランの親たちの空想力と子どもたちの夢が膨れ上がり、一つの倫理観、一つの人生訓を生んでいった。それ故、イデは偉大な力の権化として示され、無限力として昇華されていった。
5年前から4回にわたり、バッフ・クランの地球を直撃した流星。この隕石の落下は過去のものと比較すると、巨大な隕石である事、流れ込んでくる方位が同一ポイントである事が異なっていた。殊に、その方位がイデ伝説の象徴とされている“イデの星”の方位だったのである。この事が契機となり、イデの星の探査が行われ、無限力のイデが存在するらしいという観測結果が得られたのである。そして、ドバ・アジバは『イデ捜索隊』を編成し、ソロ星へと彼等を送り込んだ。
TVシリーズ第27話「緊迫の月基地潜行」、劇場版の接触篇で、フォルモッサ・シェリルと科学アカデミーのキラニン・コルボックが軍の管轄下にあるコンピューター「グロリア」の末端デスクを使い、イデを計算してみたところ、モニターに表示されたエネルギー係数は99.9999………9999∞であった。つまり、グロリアにより、“イデ”は無限エネルギーの場として存在することが確認された。

### イデの星
バッフクラン側ではロゴ・ダウの主星、地球側ではソロ星。バッフ・クランの伝承では、聖なる方位とされる真北の天空の中心の星だと言われている。

## 流星
イデにより作り出された流星が、『伝説巨神イデオン』本編の5年前から4回に渡って、バッフ・クランの地球を直撃していた。この流星すなわち隕石は、過去のものと比べると異常に巨大で、これらが流れ込んでくるポイントがバッフ・クランの伝説にある“イデの星”の方位にある事から『イデ捜索隊』が編成される事となった。
TVシリーズ第34話「流星おちる果て」にて、ソロシップのロケットの光の粒子が集まって塊となり生み出された流星は、地球やバッフ・クランへ飛んでいった。地球とバッフ・クラン双方の民族を掃討する目的で作り出されたこの流星は、“イデ”がより良い形で「発現」したいとの考えの元、行われた再生作業のためのプロローグだった。残酷には違いないのだが、単に人間を殺すだけに流星を使用したのではなく、善き形での人類の再生を考えて、“イデ”は肉体的な崩壊を企みながら、双方の惑星の生命体の精神（意志）を新たなる人類の再生のため、出来るだけ集めようと試みたのだった。
劇場版の発動篇では、流星はバッフ・クランの地球、ベス達の地球へと直撃し、双方を全滅にまで追い込んだ。

## イデオナイト
イデオナイトとは、精神エネルギーを物質エネルギーに「転化」する金属である。イデオナイトには、純度の高い物質Xが内包されている。第27話「緊迫の月基地潜行」で、このイデオンとソロシップを形成する金属こそ、ソロシップを中心とする空間に第六文明人の意思の集合体であるイデを封じ込めている事が判明した。

### 転化
イデオナイト内部の高純度の粒子に馴染む物質X（純度の高い物質X）に、精神エネルギーの集積の場かつ無限エネルギーである“イデ”のエネルギーを集積、純粋な自己防衛本能の強さに応じて物質エネルギーとして外部に放出する。これを「転化」という。このエネルギー放出量の判断は“イデ”が行っており、その操作は精神コントロールでしか成されない。

### イデオナイト合金
イデオンの装甲に用いられている合金、地球とバッフ・クランの両文明を10年は先んじた技術の産物。

### イデのゲージ
イデの流れを表すメーター。イデオンを構成する三機のマシーンとソロシップの内部に設置されている。直径1.5メートルほどの深い灰色と微かな群青色をした丸いゲージで、イデオナイトで作られており、艷やかな表面は硬度10を示す。
第六文明人が計器として使っていたものと見られており、イデの意志を示し、まるで生き物のように明滅する。
搭乗者の精神状態を読み取る受信機としての機能もあり、第六文明人は精神の力でイデオンを操縦しようとしていた。一方、地球人はこのメインコントロール回線に地球製のメカを割り込ませる事でサブ・コントロールシステムとした。

#### イデのサイン
イデパワーの上昇を示すサイン「Ι・Δ・Ε・Ο・Ν(ID《E》ON)」で、パワー上昇時に現れる。一見何の変哲もないモニターに見える本装置に、発掘当初イデのゲージに現れたマークが、ギリシャ文字の「ΙΔΕΟΝ」に分解されるのではないかという推測からイデのゲージと呼称されることになった。

#### 発光現象
イデのゲージは、時折、全面が発光する。その輝きは、放電によるスパークの恐ろしさや加粒子砲の激しい閃光といったものとは異なる。力強くはあるが、網膜を焼かれるような恐ろしさは無く、どこまでも透明に広がる光の世界の啓示。あるいは、底知れぬ光そのもののもたらす力の世界、そのような広大無辺の地平から、未知の力が湧き出てくるのではないかという予感にとらわれてしまう光だった。
マシーンに乗る人間の年齢が低ければ低いほど、ゲージの光は強くなる。

## イデ・パワー
イデから派生するエネルギー。イデはブラックホールの巨大な重力エネルギーを引き出す事によって、相対的無限力を得ている。このパワーはイデの意志によって発動し、バリアーの発生、ソロシップやイデオンのノーマルエンジンにエネルギーを加え出力を高めたり、波導ガン、イデオンソードの駆動源となるなど、あらゆる形で物質に干渉する事が出来る。劇場版『発動篇』及び小説版では、ガンド・ロワが貯め込んだ力を放出してその空域にあるものを全て破壊してしまったが、その力は既にガンド・ロワなるものの力だけでなく、イデの放出であった。
しかし、急激なパワーアップを果たした後、ソロシップの周りにイデ・パワーは重力震を起こし続け、バッフ・クランの捜索網から逃れることが出来なくなってしまった。

### イデのレーダー
イデパワーを応用したレーダーシステム、第38話「宇宙の逃亡者」で初登場した。ナブール・ハタリのアイディアをイラ・ジョリバが実現させたものである。
イデのゲージをレーダーに接続したこのシステムは、ソロ・シップを中心とした全天座標と照合し、実在映像をモニターに映し出す事も可能である。探知エリアは、数十万光年に及び、劇中では、五十万光年以上離れたバッフ・クランの艦隊を捕捉した。これを見たギジェ・ザラルは「生体発信器などもうオモチャだな」と評価した。

### 発現
「発現」とは、パイパー・ルウやユウキ・コスモ達の「純粋な自己防衛本能」と連動して、“イデ”が自らの有する力の一部を出す事を指す。
発現はその時々の「純粋な自己防衛本能」の強弱に応じて放出されるエネルギー量が異なり、「発現」時にはイデオン、ソロシップに設置された“イデ”のゲージを見ることでエネルギー量を判断する事が可能となっている。
防衛本能との連動は、“イデ”本体を脅かすものに対抗する、“守り”も含まれている。

#### 純粋な自己防衛本能
ソロシップ内のパイパー・ルウを始めとした子ども達が持つ「純粋な自己防衛本能」。「純粋な自己防衛本能」というものには打算が含まれておらず、それは“イデ”が判断する善き心に近い存在なのだった。
「純粋な自己防衛本能」とは、何もパイパー・ルウやユウキ・コスモなどの子どもに限られたものではない。第32話で絶命直前のファトム・モエラや第34話のドウモウの赤ん坊、そして、第38話のギジェ・ザラルの意志にも連動が行われており、“イデ”はかなり範囲を広げた生命体との連動が可能なようである。

#### イデのバリアー
イデのバリアーはイデの意志そのものであり、パワーの強弱もイデに左右される。このバリアーは通常、不可視バリアーで、搭乗者の防衛本能に比例し強化される。
イデの意志が絡んだ場合はバリアーも複雑なものとなり、バリアー同士の合体（スターダスト）、核爆弾の爆発を封じ込めたバリアー、パイパー・ルウやフォルモッサ・シェリルを守った個人バリアー等が発生している。これらの例を見るに、イデのエネルギー=精神力バリアーだと思われる。
イデオンのドッキング時やソロシップの亜空間ドライブ中に発生する可視バリアーはメカニック的にコントロール出来るバリアーであるが、イデの意志との因果関係は不明である。

### 発動
「発動」とは、“イデ”の最期の切り札ともいうべきエネルギーの放出を指す。イデの最終発現とも言われる。“イデ”が発動すると、その瞬間、地球、バッフ・クランの全ての人類、宇宙が消滅し、全人類の意志であるメシアを先頭にして新しい宇宙へ旅立つのである。これは両星の人類を融合させて、アメーバ→猿→人間という過程を経る人類の進化を再度、繰り返させるためである。
理論上無限のエネルギーを有する“イデ”だが、この発動を最期まで使用せずにいた理由は、それは発動を行った場合、“イデ”自身が消滅しない、ギリギリの線までのエネルギーを放出しなければならないからであり、発動を行えば、“イデ”はエネルギー充填の為とても長い休息が必要とされるばかりか、新しい星において、必ずしも善き進化をするという保証もない人類の再生をまた億という単位の年月で待たなければならない。“イデ”にとっての発動とは、最期の切り札というばかりでなく、賭けの局面も併せ持っているのである。
TVシリーズ第39話「コスモスに君と」で、イデはカララ・アジバとイラ・ジョリバをドバ・アジバがいるバイラル・ジンまでワープさせた。しかし交渉は決裂し、アジバはカララが異星人の子を身籠った事を知り激昂、自分の手で殺害しようとする。カララもまた自分の子どもを守る為、父親であるアジバを殺害する決意を宣言する。その後カララとジョリバは小型機で脱出中にビームで撃墜されるが、カララのお腹の中の赤ん坊の力でバリアーを張った事により生還する。お腹から輝きを放射するカララは微笑んで、コスモに脱出を促し、イデオンと共に帰投する。そしてアジバは「全艦で追跡しろ!宇宙の果ての果てまで追いかけてでも、ロゴ・ダウの異星人の船を叩け！」と追撃命令を出した、その瞬間である。イデの発動が起こったのは。イデが与えたドバとカララ親子の対面こそ、最後のチャンスだったのだが、人々はお互いにそれを拒否した結果、イデはその無限力を解放していき、イデオン自身を含めた全てを因果地平の彼方に吹き飛ばしてしまった。

#### 因果地平
宇宙の果て。仏教用語では、物質世界の全ての現象の原因と結果を司る因果律の及ぶ世界の彼方と定義される。TVシリーズ第39話「コスモスに君と」ではナレーションで、イデが発動した事により、地球もバッフ・クラン人々もこの宇宙の果てへ四散してしまったとされる。
イデの発動（最終発現）により、イデの因果世界（物質世界）の殻と言うべきイデオンとソロシップを含む宇宙の全てはこの世界の彼方に吹き飛ばされた。

#### イデの絶対防衛
“イデ”の意志の発生する場、カラダそのものであるソロシップ。ソロシップクルーであるカララ・アジバもまたイデであるといえる。そしてカララは第35話で初めて妊娠の兆候が現れた、つまり、カララの受胎は“イデ”の受胎であるとも言える。近い将来にカララから生まれる生命体は、“イデ”にとっての初の知的生命体、パイパー・ルウよりもさらに純粋な生命体だという事で、イデは絶対にこの赤ん坊メシアを守らなければいけなかった。これが「イデの絶対防衛」である。
“イデ”の源である第6文明人が通常の生活を行っていた時には、受胎や人工授精的なものによる新生命の誕生はあった。しかし、彼等が意志の集合体である“イデ”となった時点で別個の新しい意志が誕生した。そのために、“イデ”が、バイパー・ルウに象徴されるような「純粋な自己防衛本能」を持った生命体や、それ以前の受胎する瞬間からのメシアという新しい一つの生命の発生プロセスを目撃するのは初めてだった。メシアが受胎したことによって、“イデ”には絶対的な守りの理由、“イデ”のエゴの大義名分が出来たのである。

#### 人類の水先案内人メシア
メシアが受胎したことによって、メシアを媒介にして地球、バッフ・クラン間の戦争終結を図り、善き道を切り開くことを考えた“イデ”は、当初の「発動」タイミングをずらした。第39話で、“イデ”が強引にカララ・アジバをバッフ・クラン軍のドバ・アジバ総司令の元へテレポーテーションさせて対面させたのは、その意図の実践である。しかし、この和平交渉は失敗に終わり、“イデ”はもはやこれまでと諦めて「発動」した。
メシアはその純粋さから最も“イデ”に近い存在であるが故に、“イデ”が「発動」して、意志だけとなっても、地球、バッフ・クラン双方の全人類を率いて新しい星へ導く事となった。彼は、かつてパイパー・ルウが行ってきた“イデ”の代弁的な役割を引き継いで、双星人類の水先案内人となったわけである。

#### 種（第六文明人）の継承
ソロ・シップのクルー達は“イデ”をコントロールする方法を最後まで突き止められずに崩壊し、“イデ”は彼等を残滅してしまった。しかし、メシアの存在と彼が生まれるまでのルウの存在のおかげで、ただ全滅する事態は避けられた。次への再生のため第六文明人の意志(霊的な部分)は、自分が再生を何度繰り返してでも全部すくい取っておかなければ、“イデ”の保全性が侵される可能性があると判断していた。ギジェを大人の水先案内人にして、メシアを全人類の水先案内人に仕立てたのも、この『種』(第六文明人)の意志を継承させる為だったのである。